# Tramelan
Tramelan (zastarale německy Tramlingen) je obec v okrese Bernský Jura v kantonu Bern ve Švýcarsku. Žije zde přibližně 4 600 obyvatel.

## Geografie

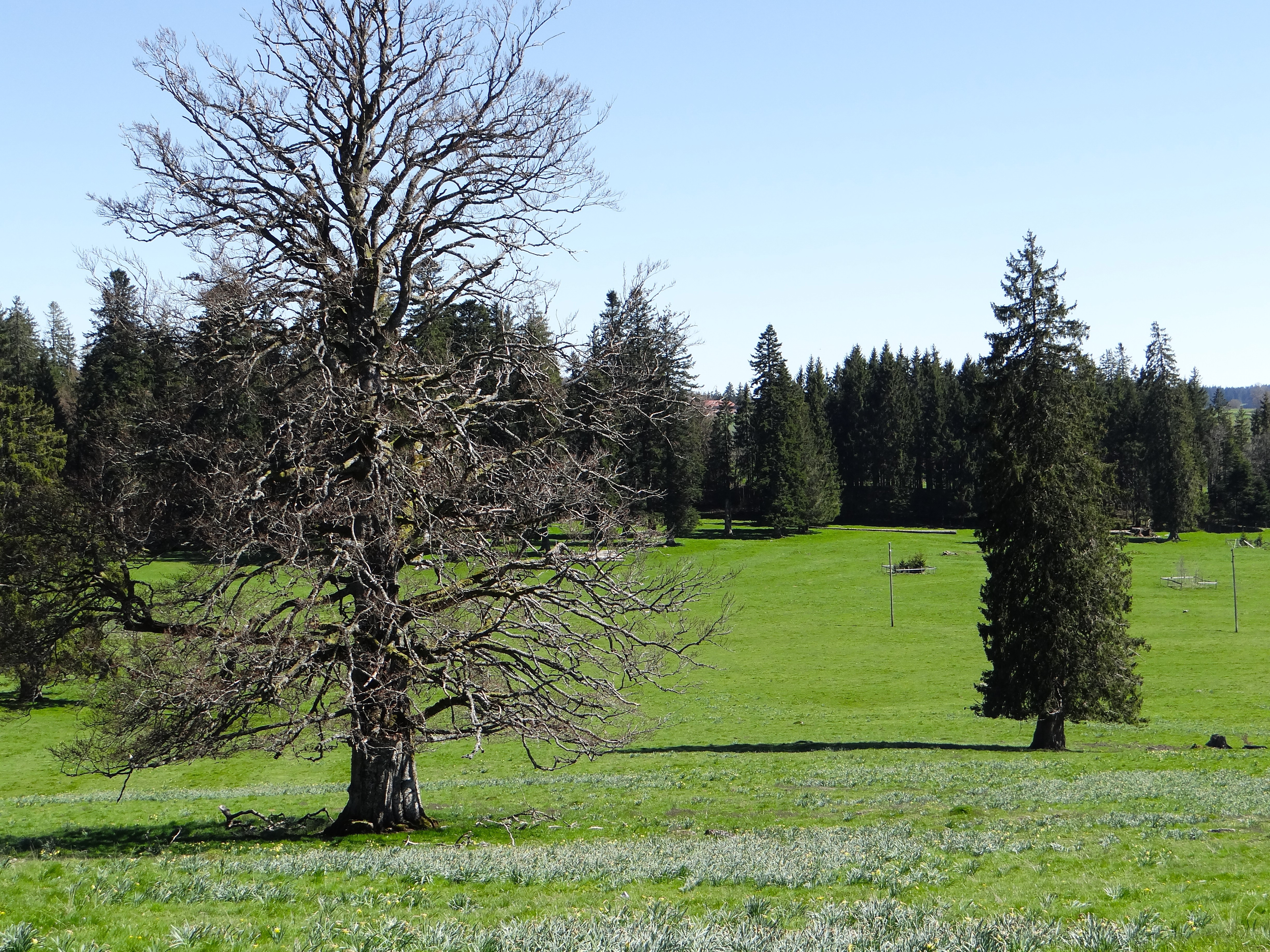
Typická krajina okolí Tramelanu

Tramelan leží v nadmořské výšce 900 m, 15 km severozápadně od města Biel/Bienne. Obec se rozkládá v široké údolní kotlině potoka Trame v pohoří Jura severně od masivu Montagne du Droit a na jihovýchodním okraji oblasti Franches-Montagnes.
Území obce o rozloze 24,9 km² pokrývá horní část údolí řeky Trame, která se rozkládá mezi antiklinálou Montbautier (1184 m n. m.) na severu a Montagne du Droit (až 1110 m n. m.) na jihu. Hřeben Montbautier tvoří nejvyšší bod Tramelanu. Západní část obce tvoří mírně zvlněná náhorní plošina Franches-Montagnes (970 až 1050 m n. m.). Zde se střídají rašelinné sníženiny, většinou bez povrchového odvodnění, s vápencovými vrcholy, na jejichž západním okraji se nachází rašeliniště La Tourbière. Na náhorní plošině Jury a na hřebeni Montbautier se nacházejí rozsáhlé jurské pastviny s typickými mohutnými smrky, které zde stojí buď jednotlivě, nebo ve skupinách. Oblast je odvodňována řekou Trame na východě směrem k Birs. V roce 1997 bylo 8 % rozlohy obce pokryto zastavěnou plochou, 32 % lesy a lesními porosty, 59 % zemědělskými plochami a něco málo přes 1 % neproduktivní půdou.
K obci Tramelan patří vesnice Les Reussilles (1011 m n. m.), Les Gerines (1038 m n. m.) a Le Cernil (1005 m n. m.), které se nacházejí na náhorní plošině Franches-Montagnes, a četné jednotlivé farmy roztroušené po dně údolí Trame a na výšinách Jury. Sousedními obcemi Tramelanu jsou Mont-Tramelan, Corgémont, Tavannes a Saicourt v kantonu Bern a Les Genevez, Montfaucon, Le Bémont, Saignelégier a Les Breuleux v kantonu Jura.

## Historie

Letecký pohled (1931)

První zmínka o Tramelanu pochází z roku 1178 pod názvem Trameleins. V roce 1297 byl Tramelan přejmenován na Tramelans a současný název obce existuje od roku 1317. Kromě Tramlingen se dochovaly také německé názvy Tremlingen a Tremmlingen. Název místa pravděpodobně pochází z burgundského osobního jména Thrasamal, což znamená neúnavný bojovník. Tramelan původně patřil ke kapitule Saint-Imier, ale během reformace přešel pod basilejské knížecí biskupství. Vesnice utrpěla během třicetileté války. V letech 1797–1815 patřil Tramelan k Francii a zpočátku byl součástí départementu Mont-Terrible, který byl v roce 1800 sloučen s départementem Haut-Rhin. Na základě rozhodnutí Vídeňského kongresu v roce 1815 se obec stala součástí okresu Courtelary v kantonu Bern. V roce 1839 byla část Tramelanu zpustošena požárem vesnice. Obec byla rozdělena na obce Tramelan-Dessous a Tramelan-Dessus, které se v roce 1952 spojily v obec Tramelan.

## Obyvatelstvo
| Vývoj počtu obyvatel | Vývoj počtu obyvatel | Vývoj počtu obyvatel | Vývoj počtu obyvatel | Vývoj počtu obyvatel | Vývoj počtu obyvatel | Vývoj počtu obyvatel | Vývoj počtu obyvatel | Vývoj počtu obyvatel | Vývoj počtu obyvatel | Vývoj počtu obyvatel | Vývoj počtu obyvatel |
| -------------------- | -------------------- | -------------------- | -------------------- | -------------------- | -------------------- | -------------------- | -------------------- | -------------------- | -------------------- | -------------------- | -------------------- |
| Rok                  | 1850                 | 1870                 | 1900                 | 1910                 | 1930                 | 1950                 | 1960                 | 1970                 | 1980                 | 1990                 | 2000                 |
| Počet obyvatel       | 2551                 | 3274                 | 5559                 | 5267                 | 5000                 | 4951                 | 5567                 | 5549                 | 4733                 | 4479                 | 4165                 |

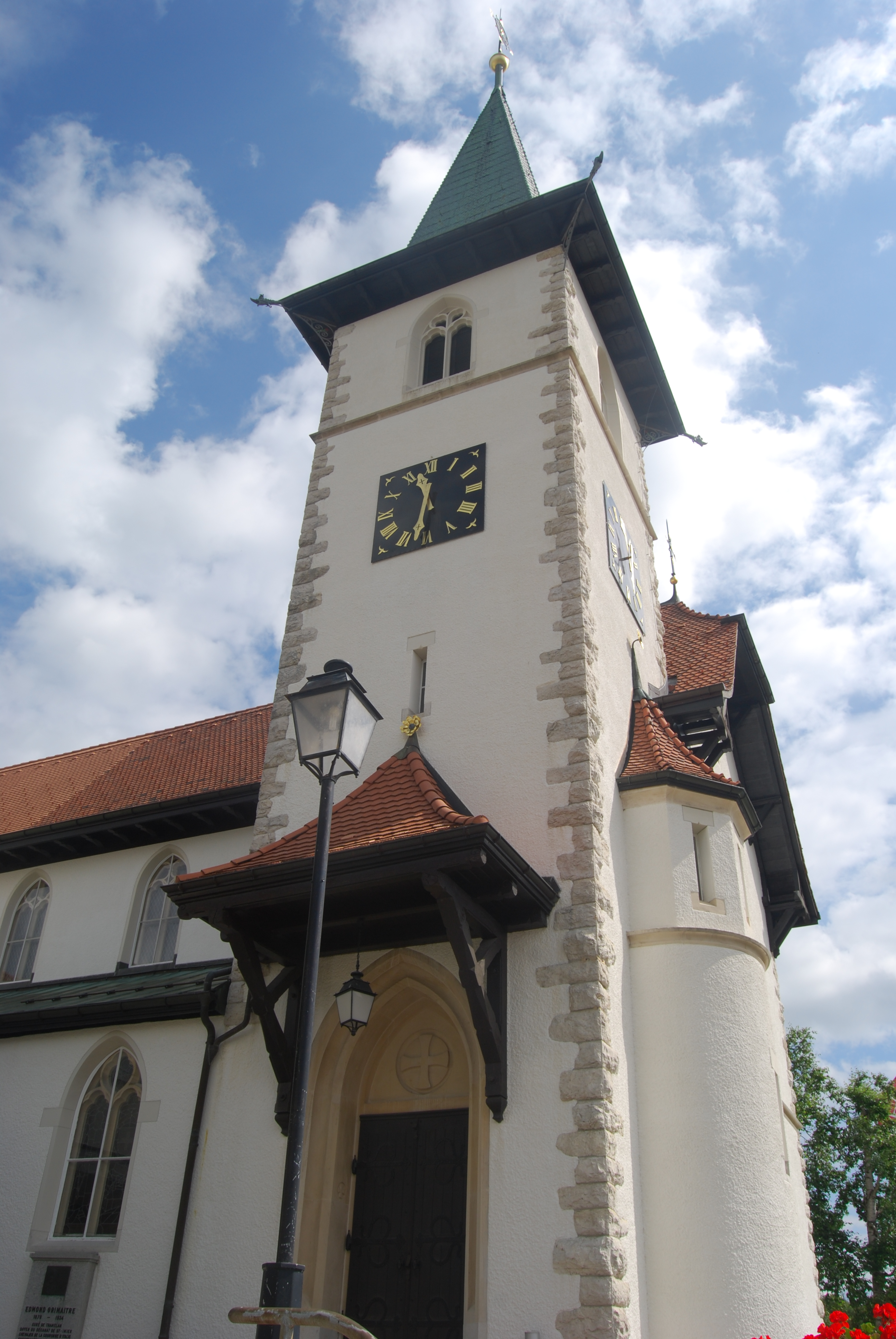
Katolický kostel

Z celkového počtu obyvatel je 86,3 % francouzsky mluvících, 8,2 % německy mluvících a 2,0 % italsky mluvících (k roku 2000). Obyvatelstvo Moutier vykazovalo velké přírůstky, ve druhé polovině 19. století. Po dosažení nejvyššího počtu kolem roku 1970 došlo v následujícím desetiletí v důsledku hospodářské krize k poklesu počtu obyvatel o zhruba dvacet procent.

## Hospodářství
Až do první poloviny 19. století se Tramelan vyznačoval především zemědělstvím a na rašeliništi La Tourbière se příležitostně těžila rašelina. Po zavedení hodinářského průmyslu došlo k rychlému hospodářskému vzestupu a počet obyvatel se výrazně zvýšil. V první polovině 20. století Tramelan vzkvétal pod vlivem hodinářského a strojírenského průmyslu. V důsledku krize hodinářského průmyslu od roku 1970 město utrpělo ztrátu mnoha pracovních míst a počet obyvatel klesl. Dnes zde zůstalo jen několik hodinářských provozů (Auguste Reymond, Armand Nicolet, Davosa a Nitella). Nejvýznamnější je továrna na obráběcí stroje a řada dalších pracovních míst v oblasti elektroniky, přesného strojírenství a kovových konstrukcí. Důležitou roli stále hraje zemědělství, kde převažuje chov dobytka a mlékárenství. Každoročně v srpnu se pořádá národní výstava koní. V Tramelanu se nachází meziregionální školicí středisko, které bylo otevřeno v roce 1991.
Okolí Tramelanu je rekreační a turistickou oblastí. V zimě je možné lyžování na severním svahu Montagne du Droit a běžecké lyžování na náhorních plošinách Jury. V Tramelanu se nachází také venkovní bazén.

## Doprava

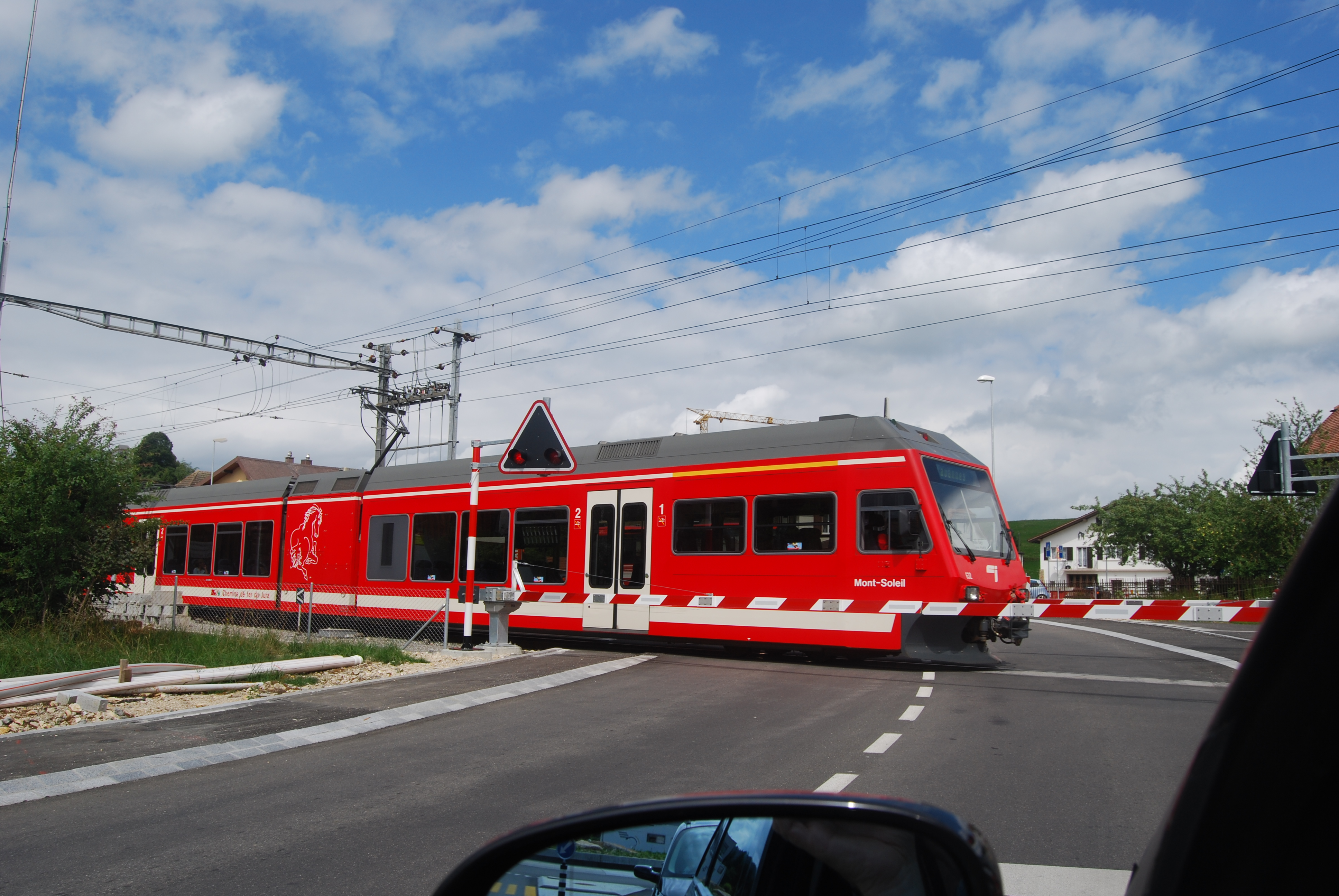
Vlak CJ v Tramelanu

Obec má dobré dopravní spojení. Leží na kantonální silnici z Tavannes do Saignelégier.
Železniční trať Tavannes–Tramelan byla otevřena 16. srpna 1884. Prodloužení dále na západ do Le Noirmont bylo otevřeno 16. prosince 1913. Trať Tavannes – Tramelan – Le Noirmont provozuje od roku 1944 společnost Chemins de fer du Jura (CJ). Kromě železniční stanice se v obci nacházejí další čtyři zastávky: Tramelan-Dessous, Tramelan-Chalet, Les Reussilles a Le Pied-d’Or. Zastávka Tramelan-Collège není v provozu. Doplňkové spoje veřejné dopravy zajišťují poštovní autobusy z Tramelanu do Saint-Imier, Saignelégier a do Glovelier.

## Osobnosti
- Charles Albert Gobat (1843–1914), právník a politik, nositel Nobelovy ceny za mír za rok 1902
- Roland Béguelin (1921–1993), básník, spisovatel, novinář a politik, jeden z iniciátorů vzniku kantonu Jura